# Greatest Hits Tour (Björk)
Il Greatest Hits Tour è stato il quinto tour mondiale di concerti della musicista islandese Björk . È stato lanciato a sostegno dell'uscita del suo album Greatest Hits, del cofanetto Family Tree e in concomitanza con l'uscita della sua collezione Live Box. Il tour avrebbe dovuto svolgersi un anno prima, ma è stato ritardato poiché Björk ha dato alla luce sua figlia. Le prime date del tour sono state annunciate appena due mesi dopo la nascita. Il tour è iniziato con due spettacoli a Londra il 24 maggio 2003 e si è concluso con una performance riprogrammata a Toronto il 3 settembre 2003. Il tour ha toccato l'Europa, l'Asia e il Nord America con 28 spettacoli in totale. Björk ha indossato abiti e creazioni di Jeremy Scott, Alexander McQueen e Shoplifter.
Le canzoni eseguite erano principalmente tratte dagli album Vespertine e Homogenic. La band del tour era composta dai membri delle band del tour precedente: l'ottetto d'archi islandese (che era presente anche nell'Homogenic Tour), il duo elettronico Matmos e l'arpista Zeena Parkins (che aveva precedentemente fatto parte della band itinerante per il Vespertine World Tour). La musicista iraniana Leila Arab (che aveva precedentemente fatto parte della band itinerante per Post) si è unita alla band per gli spettacoli europei e asiatici. Il tour è stato apprezzato dalla critica, che ha lodato le performance, la presenza sulla scena e le scelte stilistiche di Björk. Questo è l'unico dei tour di Björk a non essere stato accompagnato da un DVD o CD, sebbene siano state trasmesse molte esibizioni e una traccia dal vivo di "All is Full of Love" di questo tour può essere trovata sulla colonna sonora del film islandese Screaming Masterpiece, mentre il film stesso contiene esibizioni dal vivo parziali di "All is Full of Love" e "Pluto".

## Contesto
Nel 2001, Björk ha intrapreso il suo quarto tour, il Vespertine World Tour, che ha visto la cantante suonare in teatri d'opera e teatri accompagnati dall'orchestra di 54 elementi Il Novecento. Durante una conferenza stampa a Barcellona, in Spagna, prima del suo concerto al Liceu, Björk ha confermato che ci sarebbe stato un altro tour l'anno successivo, che avrebbe coinvolto luoghi e band più convenzionali. Il 26 gennaio 2002, è stato annunciato che Björk sarebbe stata la protagonista del Coachella Valley Music and Arts Festival che si sarebbe tenuto nell'aprile 2002. Al momento dello spettacolo, la cantante era incinta del suo secondo figlio, il primo con il partner Matthew Barney, e lo spettacolo era l'unica apparizione prevista per l'anno. Nel corso del 2002, Björk pubblicò il suo primo album raccolta, Greatest Hits, e il primo cofanetto, Family Tree, che seguì una serie di uscite in DVD che coprirono i suoi primi dieci anni di carriera da solista. L'artista ha dichiarato che il processo "era come le pulizie di primavera, completo di momenti nostalgici, noiosi e molli, ma alla fine è stato liberatorio avere una soffitta assolutamente pulita. Ora, ho una lavagna nuova di zecca su cui lavorare". La cantante ha dato alla luce sua figlia, Ísadóra Bjarkardóttir Barney, il 3 ottobre 2002. Alla fine dell'anno, le prime date del nuovo tour di Björk furono annunciate a Verona, Parigi e Amburgo. Altre date furono successivamente aggiunte nel marzo 2003, inclusi due spettacoli da headliner in Russia, dove la cantante non aveva mai suonato prima. Björk venne confermata come headliner del Fuji Rock Festival a Yuzawa e Niigata, Giappone, e furono annunciati ulteriori spettacoli in Nord America, inclusi due spettacoli al Brooklyn KeySpan Park. Ad aprile, è stato confermato che Zeena Parkins e Matmos, che hanno suonato con lei durante il suo ultimo tour, si sarebbero riuniti a lei, insieme all'islandese String Octet, che faceva parte della band durante l'Homogenic Tour. Leila Arab è stata successivamente confermata come parte della band, ma è apparsa solo durante gli spettacoli europei e asiatici a causa di problemi di visto. Il 16 maggio, Björk ha trasmesso in streaming le prove finali del successivo tour dal vivo al Loftkastalinn Theatre di Reykjavík. 
Gli spettacoli hanno incluso effetti pirotecnici, sculture in movimento sul palco e proiezioni video. Il collettivo londinese di regia e animazione Lynn Fox ha fornito lo sfondo per alcune canzoni del tour, tra cui "Pluto", "Desired Constellation", "Unravel" e "It's in Our Hands".  Durante il tour Björk ha indossato abiti di Jeremy Scott e Shoplifter insieme a ornamenti del giovane designer islandese e, in particolare, un paio di ornamenti di Alexander McQueen. 

## Accoglienza dalla critica
Il tour ha ricevuto recensioni positive dalla critica. John Mulvay ha notato che lo spettacolo "inizialmente sembra [...] una virtuale ripresa delle sue esibizioni di Vespertine. Infatti, l'idea di Vespertine - una sorta di solenne fragilità classica sostenuta da ritmi volatili e glitch - è estesa a permeare angoli raramente visitati di Björk"e ha elogiato lo spettacolo dicendo" è più vicino all'arte alta che al pop, che incorpora performance art, musica da camera e sound design radicale". David Peschek di The Guardian, recensendo il primo spettacolo a Londra, ha commentato che "ci sono più invenzioni ritmiche in questo spettacolo che nel resto della musica elettronica attuale. Björk è diventata una curatrice di suoni esotici e alieni, l'ultima di una rara stirpe che include Martin Denny, Esquivel, Lalo Schifrin e Yello". Ian Watson di NME ha scritto che "Con l'aiuto dell'arpista Zeena Parkins e degli scultori del suono Matmos, che hanno modellato ritmi agili e sottili dai suoni del ghiaccio che si spezza e delle carte mescolate, il suo "essere Bjork" si sta avvicinando sempre di più al suo sogno finale. Una fusione mozzafiato di tradizione e progresso, di elettronica e vapore".
Neva Chonin del San Francisco Chronicle ha definito lo spettacolo "uno degli spettacoli pop più deliziosamente strabilianti dell'anno" e ha ulteriormente commentato "l'eccentrica regina della danza del mondo pop si è resa protagonista mettendo in scena uno spettacolo strano, bello e giocosamente gioioso come se stessa". Steven Mirkin di Variety, esaminando la sua esibizione all'Hollywood Bowl, ha affermato che "la sua esibizione non è stata all'altezza del livello che aveva stabilito", affrontando lo spettacolo al suo ultimo concerto a Los Angeles al Dorothy Chandler Pavilion, ma in seguito ha aggiunto "è stata comunque una serata impressionante". Una recensione più tiepida è arrivata per i suoi due spettacoli al KeySpan Park, con Andy Gensler di Rolling Stone che ha commentato "il puro spettacolo ha travolto i fan allo stadio di Brooklyn - anche se il significato è stato spesso perso nelle esplosioni" e ha aggiunto inoltre che lo spettacolo era " impressionante, ma ha anche sollevato una domanda: perché?". 
La moda dei vari spettacoli è stata lodata dalla critica. David Peschek ha dichiarato: "Björk cammina sul palco indossando il tipo di abito [...] di cui le persone che compilano pagine di moda amano ridere, senza rendersi conto che si veste in quel modo perché trova la moda divertente". Gene Stout del Seattle Post Globe ha affermato che gli abiti erano "divertenti, fantasiosi e tipicamente Björk" e ha notato come le scelte di moda eclettiche della cantante hanno influenzato i suoi fan dicendo che "hanno anche espresso la loro Björk-ness individuale con costumi strani e accessori di fusione di genere. Ciò che più colpisce dei fan di Björk è stata la loro attenzione. Molti sono apparsi ipnotizzati dalla cantante minuta e fiabesca e dalla sua imponente ed eccentrica miscela di elementi musicali pop, elettronica, classici ed europei ". Ta-Nehisi Coates di The Village Voice ha dichiarato che "sembrava squisitamente ridicola". 

## Canzoni eseguite
| Canzone                                                           |
| ----------------------------------------------------------------- |
| "Vísur Vatnsenda-Rósu"                                            |
| "Pagan Poetry"                                                    |
| "Hunter"                                                          |
| "Desired Constellation" (inedito all'epoca)                       |
| "Mouth's Cradle" (inedito all'epoca)                              |
| "Heirloom" (debutto dal vivo)                                     |
| "Unravel"                                                         |
| "Scatterheart" (debutto live)                                     |
| "Army of Me"                                                      |
| "Jóga"                                                            |
| "Aurora"                                                          |
| "Cocoon"                                                          |
| "Mother Heroic" (debutto live)                                    |
| "Gotham Lullaby" (copertina di Meredith Monk)                     |
| "Show Me Forgiveness" (inedito all'epoca)                         |
| "All Is Full Of Love"                                             |
| "Storm" (inedito all'epoca, originariamente noto come "Nameless") |
| "An Echo, A Stain"                                                |
| "I've Seen It All"                                                |
| "Where Is the Line" (inedito all'epoca)                           |
| "You've Been Flirting Again"                                      |
| "Isobel"                                                          |
| "Nature Is Ancient" (debutto live)                                |
| "Bachelorette"                                                    |
| "5 years"                                                         |
| "It's In Our Hands" (Soft Pink Truth Remix)                       |
| "Hyperballad"                                                     |
| "Pluto"                                                           |
| "Generrous Palmstroke"                                            |
| "Síðasta Ég"                                                      |
| "Scary" (debutto dal vivo)                                        |
| "Human Behaviour"                                                 |

## Date del tour
| Data             | Città           | Nazione     | Luogo                            | Side band                                    |
| Europa           | Europa          | Europa      | Europa                           | Europa                                       |
| ---------------- | --------------- | ----------- | -------------------------------- | -------------------------------------------- |
| 24 maggio 2003   | Londra          | Inghilterra | Hammersmith Apollo               | Aphex Twin                                   |
| 26 maggio 2003   | Londra          | Inghilterra | Shepherds Bush Empire            | The Soft Pink Truth                          |
| 30 maggio 2003   | Valencia        | Spagna      | Città delle Arti e delle Scienze | The Soft Pink Truth                          |
| 1 giugno 2003    | Madrid          | Spagna      | Parco Juan Carlos I              | The Soft Pink Truth                          |
| 6 giugno 2003    | Verona          | Italia      | Arena di Verona                  | The Soft Pink Truth                          |
| 7 giugno 2003    | Verona          | Italia      | Arena di Verona                  | The Soft Pink Truth                          |
| 13 giugno 2003   | Barcellona      | Spagna      | Sonar Club                       | N / A                                        |
| 16 giugno 2003   | Parigi          | Francia     | Palais Omnisports de Paris-Bercy | Peaches                                      |
| 17 giugno 2003   | Parigi          | Francia     | Palais Omnisports de Paris-Bercy | Peaches                                      |
| 21 giugno 2003   | Scheeßel        | Germania    | Eichenring                       | Peaches                                      |
| 23 giugno 2003   | Berlino         | Germania    | Treptow Arena                    | Peaches                                      |
| 26 giugno 2003   | Werchter        | Belgio      | Werchterpark                     | N / A                                        |
| 29 giugno 2003   | Roskilde        | Danimarca   | Festivalpladsen                  | N / A                                        |
| 5 luglio 2003    | Sesimbra        | Portogallo  | Meco                             | N / A                                        |
| 10 luglio 2003   | Arvika          | Svezia      | Parco Folkets                    | N / A                                        |
| 12 luglio 2003   | Sopot           | Polonia     | Sopot Molo                       | Peaches                                      |
| 17 luglio 2003   | Mosca           | Russia      | Stadio Olimpico                  | Peaches                                      |
| 19 luglio 2003   | San Pietroburgo | Russia      | Palazzo del ghiaccio             | Peaches                                      |
| Asia             |                 |             |                                  |                                              |
| 26 luglio 2003   | Yuzawa          | Giappone    | Stazione sciistica di Naeba      | N / A                                        |
| Nord America     |                 |             |                                  |                                              |
| 8 agosto 2003    | San Francisco   | Stati Uniti | Pier 30/32                       | Bonnie Prince Billy Matthew Herbert Big Band |
| 11 agosto 2003   | Los Angeles     | Stati Uniti | Hollywood Bowl                   | Bonnie Prince Billy Matthew Herbert Big Band |
| 15 agosto 2003   | Seattle         | Stati Uniti | Pier 62/63                       | Bonnie Prince Billy                          |
| 18 agosto 2003   | Morrison        | Stati Uniti | Red Rocks Amphitheatre           | Bonnie Prince Billy                          |
| 22 agosto 2003   | New York City   | Stati Uniti | KeySpan Park                     | Bonnie Prince Billy Sigur Rós                |
| 23 agosto 2003   | New York City   | Stati Uniti | KeySpan Park                     | Bonnie Prince Billy Sigur Rós                |
| 28 agosto 2003   | Montreal        | Canada      | Parc Jean-Drapeau                | Bonnie Prince Billy Yeah Yeah Yeahs          |
| 31 agosto 2003   | Boston          | Stati Uniti | Fleet Pavillion                  | Yeah Yeah Yeahs                              |
| 3 settembre 2003 | Toronto         | Canada      | Isola Olimpica                   | Bonnie Prince Billy                          |

### Spettacoli riprogrammati
| 26 agosto 2003 | Toronto, Canada     | Isola Olimpica | Riprogrammato al 3 settembre 2003 a causa di problemi di pianificazione e logistica      |
| 31 agosto 2003 | Boston, Stati Uniti | Suffolk Downs  | Trasferito al Fleet Pavilion a causa di un mancato ottenimento della licenza pirotecnica |